# Stigmatobracon torresensis
Stigmatobracon torresensis är en stekelart som beskrevs av Turner 1918. Stigmatobracon torresensis ingår i släktet Stigmatobracon och familjen bracksteklar. Inga underarter finns listade i Catalogue of Life.